# Judah Friedlander
Judah Friedlander (Gaithersburg, 16 marzo 1969) è un attore statunitense, famoso per i suoi particolari cappelli, per i suoi enormi occhiali e il suo look, che conserva nella maggior parte dei suoi ruoli nella carriera televisiva e cinematografica.

## Biografia e carriera
Friedlander nasce a Gaithersburg, Maryland; sua madre, nativa di Pittsburgh, è di origini croate, mentre suo padre è discendente di ebrei russi. Friedlander comincia a lavorare nello spettacolo come soundman allo show di Chris Rock Who Is Chris Rock?. Dieci anni dopo, Friedlander iniziò a lavorare davanti alla telecamera, con l'apparizione a Lateline e ruoli in numerose commedie come Ti presento i miei, Zoolander e Full Grown Men. Il più noto ruolo di Friedlander è nel film American Splendor, dove interpreta Toby Radloff. La sua prima esposizione a molti è come "The Hug Guy" dal video "Everyday" del 2001, della Dave Matthews Band. È anche un ospite regolare al programma di VH1 VHI1's Best Week Ever e ha lavorato allo show della NBC 30 Rock, nel quale interpretava Frank Rossitano, uno degli scrittori del TGS con Tracy Jordan, una parodia del Saturday Night Live. In ogni episodio indossava un cappello con una diversa scritta, che produce lui stesso.

## Filmografia
- Endsville, regia di Steven Cantor (2000)
- Ti presento i miei (Meet the Parents), regia di Jay Roach (2000)
- Zoolander, regia di Ben Stiller (2001)
- Showtime, regia di Tom Dey (2002)
- American Splendor, regia di Shari Springer Berman e Robert Pulcini (2003)
- Feast, regia di John Gulager (2005)
- Il coraggio di cambiare (Duane Hopwood), regia di Matt Mulhern (2005)
- The Darwin Awards - Suicidi accidentali per menti poco evolute (The Darwin Awards), regia di Finn Taylor (2006)
- Hot Movie - Un film con il lubrificante (Date Movie), regia di Aaron Seltzer (2006)
- Live Free or Die, regia di Gregg Kavet e Andy Robin (2006)
- Chapter 27 - L'assassinio di John Lennon (Chapter 27), regia di J. P. Schaefer (2007)
- The Wrestler, regia di Darren Aronofsky (2008)
- Piacere Dave (Meet Dave), regia di Brian Robbins (2008)
- 5 appuntamenti per farla innamorare (I Hate Valentine's Day), regia di Nia Vardalos (2009)
- 30 Rock (2006-2011) - Serie TV
- Epic - Il mondo segreto (Epic), regia di Chris Wedge (2013) – voce
- Wet Hot American Summer: First Day of Camp – miniserie TV (2015)
- L'ultimo Sharknado - Era ora! (The Last Sharknado: It's About Time) , regia di Anthony C. Ferrante - film TV (2018)

### Doppiatore
- Bordertown - serie animata, 10 episodi (2016-in corso)

## Doppiatori italiani
- Luigi Ferraro in Hot Movie - Un film con il lubrificante, Piacere Dave
- Fabrizio Vidale in Il coraggio di cambiare
- Alessandro Quarta in 30 Rock
- Stefano Thermes in 5 appuntamenti per farla innamorare
- Marco Bassetti in Wet Hot American Summer: First Day of Camp

Nel film Zoolander il personaggio di Friedlander non parla mai, pertanto non ha doppiatore.
Come doppiatore è sostituito da:
- Angelo Nicotra in Epic - Il mondo segreto